# USBインプリメンターズ・フォーラム
USBインプリメンターズ・フォーラム (英: USB Implementers Forum)は、ユニバーサル・シリアル・バスの促進を目的として創設された非営利団体である。主な事業はUSBやWireless USB、USB On-The-Goの促進や、USB規格の仕様策定である。
1995年にUSBを開発した企業集団で創設された。現在ではヒューレット・パッカードや日本電気、マイクロソフト、Apple、インテルなどが加入している。
USB-IFの運営委員会は
- Device Working Group
- Compliance Committee
- Marketing Committee
- On-The-Go Working Group

で構成される。
USB-IFのウェブサイトでは、開発者に無料で掲示板や資料を提供しているが、参加するためには団体に所属する企業に勤めるか会員として登録する必要がある。掲示板ではUSBに関連するハードウェアやソフトウェアの開発のための相談に限られており、エンドユーザーが使うことはできない。
2014年、USB-IFは新しい端子規格である「USB Type-C」を発表した。最大100Wまでの電力供給を可能にするUSB Power Deliveryと10Gbpsの転送に対応している。
取締役会はApple、HP Inc.、インテル、マイクロソフト、ルネサスエレクトロニクス、STマイクロエレクトロニクス、そしてテキサス・インスツルメンツ で構成される。

## ベンダーIDの取得
ベンダーIDはUSB-IFからの認証を得るために必要であり、USB-IFは製品の製造元にベンダーIDを発行する責任を持っている。発行にかかる費用は5,000米ドルである。また、認定済みのデバイスであることを示すために商標付きのUSBのロゴを使用すると、2年間で3,500米ドルのライセンス料が必要になる。ただし一部の半導体メーカーは、開発や試験をしたり、10,000個以下ほどの限定的な製造を行いたい開発者に対して、無料や低価格で自社のベンダーIDを提供している。このうち無料で提供している代表的な企業は以下のとおりである。
- Dream S.A.S.[6]
- Energy Micro[7]
- FTDI[8]
- マイクロチップ・テクノロジー[9]
- NXP [10]
- Silicon Labs[11]
- STマイクロエレクトロニクス[12]
- テキサス・インスツルメンツ[13]

他にも、オープンソースコミュニティの多くの会員が、オープンソースハードウェアの計画で用いるベンダーIDに0xF055の使用を促進している。このベンダーIDは2015年10月の時点でどの会社にも登録されていないが、現時点でUSB-IFはオープンソースでの利用を目的として確保しているとは発表していない。